# Steeve Ruben
Pour les articles homonymes, voir Ruben.
Steeve Ruben, né à Paris le 9 août 1976, est un avocat pénaliste français.

## Biographie
Il prête serment le 27 janvier 2005 et exerce aux côtés de Joseph Cohen-Sabban, avocat pénaliste parisien, en tant que collaborateur, puis associé pendant six ans.
À partir de janvier 2014, à la tête de son propre cabinet, Steeve Ruben défend surtout[réf. nécessaire] des jeunes issus de la banlieue parisienne dans des affaires de banditisme, de braquage et de trafic de stupéfiants,. Il reconnait ainsi que les affaires liées à la drogue, où il défend aussi bien des petits dealers que des têtes de réseau, représentent environ 70% de l'activité et du chiffre d'affaires de son cabinet.
En 2007 il intervient dans la défense du footballer Godwin Okpara. En 2011 il assure la défense du président du Tchad, dont le fils Brahim Deby a été assassiné en région parisienne. En juin 2016 il obtient la condamnation de l’entreprise Total Petrochemicals dans l'affaire de l'explosion du vapocraqueur de Carling, après sept ans de procédures,.
En mai 2017, il obtient la libération puis la relaxe du rappeur Sofiane Zermani alias Fianso. À cette occasion, le rappeur lui consacrera un titre : Maitre Ruben et l'invite à assister à son Planète Rap. En septembre 2018 il assure la défense d’un des membres de l’équipe du rappeur Booba dans l’affaire qui l’oppose au rappeur Kaaris.

En juin 2018 il intervenait comme chroniqueur dans l’émission animée par Valérie Benaïm sur C8, CQDLT. Il est aussi un invité régulier des chaînes d’information CNews et BFM TV en qualité d’expert des questions pénales.
Le 1er décembre 2021, France 2 a diffusé le documentaire Défendre filmé à l’intérieur du cabinet Ruben & Associés, retraçant le quotidien de ce cabinet d’avocats pénalistes.
Dans le cadre de l’affaire Paul Pogba, Steeve Ruben est interviewé dans l’émission Sept à huit sur TF1 en novembre 2022 et obtient le 3 janvier 2023 la remise en liberté de Mamadou M, l’un des suspects placés en détention provisoire à la suite de l'enquête ouverte le 3 août 2022 par le parquet de Paris pour « des chefs d'extorsion en bande organisée, tentative d'extorsion en bande organisée et participation à une association de malfaiteurs en vue de commettre un crime, portant sur différents faits dont M. Pogba aurait été victime entre mars et juillet 2022 ».
Régulièrement sollicité dans le milieu du rap, Steeve Ruben obtient en 2022 la remise en liberté du rappeur français Heuss l’Enfoiré, mis en cause dans une affaire de violences conjugales. En 2023, il assiste et obtient la liberté du rappeur américain Yung LB placé en garde à vue pour une affaire de stupéfiants. Puis en 2024, il obtient la remise en liberté sous contrôle judiciaire du rappeur Zola, arrêté pour excès de vitesse et consommation de stupéfiants.
Le 6 mars 2024 Steeve Ruben était entendu en sa qualité d’avocat au Sénat par la Commission d’enquête sur l’impact du narcotrafic en France et les mesures à prendre pour y remédier.
Steeve Ruben est intervenu dans le documentaire Cannabis - Une enquête de Mathieu Kassovitz et Antoine Robin, diffusé sur France 5 le 2 avril 2024, où il est interrogé par Mathieu Kassovitz. Son témoignage éclaire les enjeux juridiques liés à la législation du cannabis en France.
Steeve Ruben est avocat de la défense dans le cadre de l’enquête sur les complicités liées à l’évasion de Mohamed Amra.
Le cabinet Ruben & Associés est entré en 2025 dans le palmarès Le Point des cabinets d’avocats dans la catégorie « droit pénal général ».